# Google News
Google News è un servizio online di aggregazione di notizie edito da Google. La piattaforma è disponibile per Android, iOS e web.

## Storia
Il servizio è stato lanciato nell'aprile 2002, ed è stato sviluppato sulla base di StoryRank, un approccio simile a quello utilizzato per PageRank, da Krishna Bharat, capo ricercatore di Google e sviluppatore, insieme a George A. Mihăilă, dell'algoritmo Hilltop.
Google News è uscito dalla versione beta il 23 gennaio 2006.

## Caratteristiche
Il servizio è offerto in oltre 60 nazioni ed in più di 35 lingue. Il sito di Google News genera automaticamente un elenco di notizie, provenienti dalle principali testate giornalistiche online (del paese in cui è localizzato), e le raggruppa per contenuto simile, ordinabile sia per rilevanza dell'argomento sia per data di pubblicazione degli articoli.
Le notizie sono sempre pubblicate come sommario di poche righe.
È inoltre attivo il servizio Google Alerts, grazie al quale è possibile ricevere via email notifiche sulla presenza di notizie dedicate ad un particolare tema o argomento.

## Controversie
- Nel 2006 Copiepresse, associazione di editori belgi, pretese prima di impedire al servizio di indicizzare notizie provenienti da testate facenti parti dell'associazione, ed in seguito un indennizzo da Google per "visibilità indesiderata"[5]
- Tra il 2005 e il 2007, Agence France-Presse denunciò il servizio per utilizzo di materiale (immagini e fonti giornalistiche) senza averne pagato i diritti[6].
- Nell'estate del 2009 la Federazione italiana editori giornali (FIEG) ha denunciato Google News all'antitrust a causa della segretezza dell'algoritmo di indicizzazione di notizie che, secondo l'associazione, potrebbe falsare il mercato della concorrenza in ambito di pubblicità online[7].
- Nell'aprile 2020 ha stanziato un fondo globale di emergenza per il giornalismo locale finalizzato alla lotta alle fake news sul COVID-19 e a supportare la vita delle redazioni giornalistiche, in particolare quelle di dimensione medio-piccola.[8]